# 鄖西県
鄖西県（うんせい-けん）は中華人民共和国湖北省十堰市に位置する県。

## 行政区画
- 鎮:城関鎮、土門鎮、上津鎮、店子鎮、夾河鎮、羊尾鎮、観音鎮、馬鞍鎮、河夾鎮
- 郷:香口郷、関防郷、景陽郷、六郎郷、澗池郷、安家郷
- 民族郷:湖北口回族郷